# Saut à ski aux Jeux olympiques de 1972
Navigation
Grenoble 1968 Innsbruck 1976
Les épreuves de saut à ski aux Jeux olympiques de 1972.

## Podiums
| Épreuves         | Or               | Argent         | Bronze         |
| Petit tremplin H | Yukio Kasaya     | Akitsugu Konno | Seiji Aochi    |
| Grand tremplin H | Wojciech Fortuna | Walter Steiner | Rainer Schmidt |

## Résultats

### Petit Tremplin
L'équipe nationale japonaise, surnommée « escadron Hinomaru », réalise un triplé historique lors de l'épreuve sur petit tremplin (70 m),.
| Place | Nation           | Athlète          | Points |
| ----- | ---------------- | ---------------- | ------ |
| 1er   | Japon            | Yukio Kasaya     | 244.2  |
| 2e    | Japon            | Akitsugu Konno   | 234.8  |
| 3e    | Japon            | Seiji Aochi      | 229.5  |
| 4e    | Norvège          | Ingolf Mork      | 225.5  |
| 5e    | Tchécoslovaquie  | Jiří Raška       | 224.8  |
| 6e    | Pologne          | Wojciech Fortuna | 222.0  |
| 7e    | Tchécoslovaquie  | Karel Kodejška   | 220.2  |
| 7e    | Union soviétique | Gari Napalkov    | 220.2  |
| 53e   | France           | Alain Macle      |        |

### Grand Tremplin
| Place | Nation             | Athlète          | Points |
| ----- | ------------------ | ---------------- | ------ |
| 1er   | Pologne            | Wojciech Fortuna | 219.9  |
| 2e    | Suisse             | Walter Steiner   | 219.8  |
| 3e    | Allemagne de l'Est | Rainer Schmidt   | 219.3  |
| 4e    | Finlande           | Tauno Käyhkö     | 219.2  |
| 5e    | Allemagne de l'Est | Manfred Wolf     | 215.1  |
| 6e    | Union soviétique   | Gari Napalkov    | 210.1  |
| 7e    | Japon              | Yukio Kasaya     | 209.4  |
| 8e    | Yougoslavie        | Danilo Pudgar    | 206.0  |

## Médailles
| Place | Nation             |   |   |   | Total |
| ----- | ------------------ | - | - | - | ----- |
| 1er   | Japon              | 1 | 1 | 1 | 3     |
| 2e    | Pologne            | 1 | 0 | 0 | 1     |
| 3e    | Suisse             | 0 | 1 | 0 | 1     |
| 4e    | Allemagne de l'Est | 0 | 0 | 1 | 1     |